# Віда
Ві́да (від окс. vida — «життя») — прозовий життєпис трубадурів XII і XIII століть, написаний окситанською мовою.
Збереглося близько 180 від, що розрізняються за своїми обсягами — від декількох рядків до текстів на декілька сторінок.
Віда містить дані про походження, діяльності, творчості та поетичну славу трубадура, а також про його Даму. Віди здебільшого не писалися самими трубадурами.
У відах містяться як правдива інформація, що підтверджується фактами, так і події, що легендарні події, що найчастіше запозичені з сюжетів пісень самих трубадурів. Таким чином, Віди є важливими джерелами про трубадурів, однак повинні сприйматися критично.

## Рекомендована література
- J. Boutiere, A. H. Schutz. Biographies des troubadours. P., 1964.
- The Vidas of the Troubadours, ed. and trans. Margarita Egan. New York: Garland, 1984. ISBN 0-8240-9437-9.
- Camille Chabaneau, Les Biographies des troubadours en langue provençale (tome X de l'Histoire générale du Languedoc), Toulouse, 1885.
- Jean Boutière, Alexander H. Schutz, Biographies des troubadours: textes provençaux des XIIIe et XIVe siècle, Paris, édition A. G. Nizet, 1964.
- Margarita Egan, Les Vies des troubadours, Paris, Union Générale D'Éditions, collection 10/18, 1985.
- Michel Zink, Le Moyen âge et ses chansons ou Un passé en trompe-l'œil: leçon inaugurale de la chaire de littérature de la France médiévale du Collège de France, 24 mars 1995, Paris, De Fallois, 1996, 230 pages.
- L' âge de parage: essai sur le poétique et le politique en Occitanie au XIIIe siècle, New York-Bern-Paris, P. Lang, 1989, 407 pages, Collection «University studies in medieval and Renaissance literature», trad. de l'Américain|auteur=Eliza Miruna GHIL isbn 0-8204-1072-1.